# مقاطعة الأمازون (البرازيل)

إمبراطورية البرازيل،حوالي العام 1889.

كانت مقاطعة الأمازون إحدى مقاطعات إمبراطورية البرازيل. لقد تم إنشاؤها في عام 1850 من إقليم مقاطعة بارا.
في عام 1889 أصبحت تحولت إلى ولاية الأمازون.